# قمي المسام البنامي
قمي المسام البنامي (الاسم العلمي:†Acropora  panamensis) هو نوع من اللاسعات يتبع جنس قمي المسام من فصيلة قميات المسام.